# Canthon viduus
Canthon viduus är en skalbaggsart som beskrevs av Edgar von Harold 1868. Canthon viduus ingår i släktet Canthon och familjen bladhorningar. Inga underarter finns listade.